# Onkel-Tom-Syndrom

Illustration von Hammat Billings aus der Erstausgabe von Onkel Toms Hütte

Das Onkel-Tom-Syndrom bezeichnet ein ritualisiertes, angepasstes und unterwürfiges Verhalten von Afroamerikanern gegenüber Weißen. Der Theorie nach zeigen von dem Syndrom Betroffene als Bewältigungsstrategie ein fügsames und sanftmütiges Verhalten, so dass sie vom weißen Gegenüber nicht als eine Bedrohung wahrgenommen werden.

## Begriffsentstehung
Der Begriff geht auf den im Jahr 1852 veröffentlichten Roman Onkel Toms Hütte von Harriet Beecher Stowe zurück. Das Buch war ein außerordentlich großer Verkaufserfolg und verfolgte die Absicht, der amerikanischen Öffentlichkeit das Übel der Sklaverei bewusst zu machen. Bis heute sorgt das Werk allerdings für Kontroversen: Der Roman erzählt, wie der Sklave Onkel Tom vom Sklavenhalter Simon Legree brutal geschlagen wird und trotz dieser Grausamkeit Würde und Stolz behält. Insbesondere Leser der Gegenwart sehen diese Darstellung oft als herablassend und beleidigend an. 
Das Onkel-Tom-Syndrom war ursprünglich eine Überlebensstrategie der amerikanischen Sklaven. Wann immer sie vom Sklavenhalter als Bedrohung oder Herausforderung wahrgenommen wurden, riskierten sie körperliche Unversehrtheit und ihr Leben. Neben der Bewältigungsstrategie des „Playing it cool“ (deutsch: „den Unbeteiligten spielen“) kam es somit auf Seiten der Afroamerikaner in der Interaktion mit dem Sklavenhalter zur Herausbildung einer ritualisierten sozialen Rolle, die sich durch Umgänglichkeit und Beschwichtigung sowie unterwürfiges Verhalten auszeichnete.

## Uncle Tom
Seit dem Erscheinen von Onkel Toms Hütte hat der Begriff „Uncle Tom“ für eine Person mit diesem Verhalten eine spezifische kulturelle Bedeutung erlangt, die über den ursprünglichen Kontext von Stowes Roman hinausgeht. Er hat eine beleidigende Nebenbedeutung entwickelt und wird auf in Passivität verharrende Afroamerikaner angewendet, die bereitwillig versuchen, Weiße zu beschwichtigen. So bezeichnete Malcolm X. regelmäßig Martin Luther King als „Uncle Tom“, da dieser sich auf friedliche Proteste gegen die Rassentrennung beschränkte. Der Rechtswissenschaftler Brando Simeo Starkey sieht in dem Begriff nicht nur den Charakter einer abfälligen Bemerkung über vermeintliche Verräter der afroamerikanischen Gemeinschaft erfüllt, sondern auch ein System sozialer Normen, das den Zusammenhalt unter Schwarzen festigen soll.

## Heutige Situation
Beide Bewältigungsstrategien haben bis in die heutige Zeit überlebt, da die politische und wirtschaftliche Macht noch immer größtenteils bei den weißen Amerikanern liegt. Laut Paul E. Priester ist es aufgrund repressiver gesellschaftlicher Bedingungen in den Vereinigten Staaten für Afroamerikaner immer noch notwendig, auf die Überlebensstrategien des „Playing it cool“ und des Onkel-Tom-Syndroms zurückzugreifen. Dies ist beispielsweise der Fall, wenn sie einem weißen Lehrer, Vorgesetzten oder Richter gegenübertreten müssen. Die beiden Interaktionsstile sind insbesondere für afroamerikanische Männer von Bedeutung, da schwarze Frauen von vielen Weißen weniger als Bedrohung wahrgenommen werden. In neuerer Zeit ist der Begriff auch außerhalb des Rassenkontexts der Vereinigten Staaten auf die Beziehungen von bezwungenen Kulturen gegenüber ihren Kolonialherren angewendet worden.